# Qian Nengxun
Qian Nengxun (1869 – 5 giugno 1924) è stato un politico cinese, attivo dal 1918 fino alla morte nel 1924.
Fu primo ministro della Repubblica di Cina per due volte, la prima da febbraio a marzo del 1918 e la seconda, la più lunga, dall'ottobre del 1918 al giugno 1919.